# Sarcolaenaceae
Sarcolaenaceae là một họ trong thực vật có hoa đặc hữu của Madagascar. Họ này bao gồm khoảng 40-60 loài cây gỗ và cây bụi, chủ yếu là thường xanh, được phân bổ trong 9-10 chi.
Các nghiên cứu DNA gần đây chỉ ra rằng Sarcolaenaceae là một đơn vị phân loại có quan hệ chị em gần gũi nhất với họ Dầu (Dipterocarpaceae) ở châu Phi đại lục, Nam Mỹ, Ấn Độ, Đông Nam Á và Malesia.

## Các chi
- Eremolaena
- Leptolaena
- Mediusella
- Pentachlaena
- Perrierodendron
- Rhodolaena
- Sarcolaena
- Schizolaena
- Xerochlamys: Có thể là một phần của chi Leptolaena.
- Xyloolaena